# Kamienica Henryka Birnbauma w Łodzi
Kamienica Henryka Birnbauma – neorenesansowa kamienica znajdująca się przy ul. Piotrkowskiej 258/260 w Łodzi.

## Historia
Kamienica została zbudowana w 1893, początkowo jako jednopiętrowa, według projektu Gustawa Landaua-Gutentegera na zamówienie fabrykanta Henryka Birnbauma (który w latach 90. XIX wieku miał w podwórzu posesji przędzalnię wełny czesankowej) oraz zarządu spółki Dąbrówka. W latach 1891–1900 na posesji działała przędzalnia kamgarnu Birnbauma, a następnie fabryka walców do apretury Karola Roedera. W okresie międzywojennym (do 1939) mieścił się tutaj konsulat niemiecki.
W latach 1980–1981 Zarząd Regionu NSZZ „Solidarność”. W grudniu 1981, po wprowadzeniu stanu wojennego gmach został opieczętowany, przez wiele lat będąc pustostanem, i wtedy też kamienica została podpalona. W trakcie gaszenia pożaru zniszczono oryginalne parkiety, stolarkę i sztukaterie.
W roku 1996 w posiadanie gmachu wszedł Instytut Europejski, a w 1998 rozpoczął się remont kamienicy polegający na częściowym rozebraniu i odbudowaniu budynku, a także wkomponowaniu bryły zabytku w bryłę kompleksu dydaktyczno-konferencyjnego. Podczas przebudowy odtworzono oryginalne detale architektoniczne. W 2005 zakończono remont. W budynku działa Centrum Szkoleniowo-Konferencyjne Instytutu Europejskiego.

## Architektura
Architektura kamienicy jest eklektyczna z elementami barokowymi. W oknach znajdują się mansardy obramowane wolutami. W Centrum Szkoleniowo-Konferencyjnym zamontowano witrażowe drzwi z wizerunkiem byłego włoskiego premiera Alcide de Gasperiego.